# Astragalus kastamonuensis
Astragalus kastamonuensis är en ärtväxtart som beskrevs av Chamberlain och Victoria Ann Matthews. Astragalus kastamonuensis ingår i släktet vedlar, och familjen ärtväxter. Inga underarter finns listade i Catalogue of Life.